# 蚌埠教育
蚌埠教育对蚌埠开埠至今的教育发展进行整理。

## 民国初期
民国时期，县学和书院相继消失，新式教育与私塾长期并存。直至中华人民共和国成立前夕，全市仍保留私塾30余所，学童400多人。自津浦铁路通车到1938年，全市共创立小学20余所，其中多为学制四年，开设二至四个班的初级小学，还有少数学制六年，开设六个班的高级小学，主要小学有正街小学、船民小学、回民成德小学、私立勤民小学、含美小学等。二十年代中期开始出现中学，位于华丰街厚德里创设的皖北中学是蚌埠最早的中学，而私立江淮中学发展较好，当时成为皖北地区颇有影响的中学，是今蚌埠二中的前身。
这一时期中学的学制共六年，初中高中各三年。课程设置上，初中设公民、国文、英文、算学、动物、植物、博物、历史、地理、劳作、图画、音乐、体操课等；高中设公民、国文、英文、算学、化学、物理、历史、音乐、体操课等。
1929年，创设私立蚌埠农村师范学校，为小学培养教师师资。1930年，改建为安徽省立第二乡村师范学校，由安徽省教育厅官办，后又更名为安徽省立蚌埠简易师范学校。该师范学校于1938年后解散。

## 日据时期
1938年蚌埠被日本占领后，多数学校相继停办或迁址。1939年，汪伪教育厅成立，部分学校相继开办。日据时期，全市共有小学十余所，私塾40所，部分学校开设日语课，并宣传“中日亲善”、“效忠天皇”、“大东亚共荣”等思想。
1941年，安徽省立蚌埠师范学校成立，为此期蚌埠唯一的师范学校，该校后与蚌埠中学合并。

## 民国后期
抗日战争后，蚌埠教育有所发展。1948年统计，开设有淮西小学附设的两个幼稚班、公立国民小学28所、私立小学18所、普通中学7所，分别为江淮中学、崇正中学、华大中学、市立中学、省立男中、省立女中、万慈中学。

## 中华人民共和国成立后
蚌埠目前拥有安徽财经大学、蚌埠医科大学、安徽科技学院、蚌埠学院、蚌埠工商学院、安徽电子信息职业技术学院等本专科院校，中国人民解放军陆军装甲兵学院、中国人民解放军空军航空大学、中国人民解放军联勤保障部队工程大学汽车士官学校、中国人民解放军海军士官学校等军事院校。

### 初级中学和高级中学
- 蚌埠一中、蚌埠二中、蚌埠三中、蚌埠四中、蚌埠鐵路中學、懷遠一中、蚌埠四中、懷遠二中、懷遠三中為蚌埠市八所省級示範高中
- 蚌埠九中、蚌埠六中为省级特色示范中学
- 安徽省蚌埠职业教育中心是蚌埠市的一所国家级重点职业高中

### 高等院校
- 安徽财经大学，是一所以财经类为主、具有本硕博办学层次的省属重点大学。
- 蚌埠医科大学，为安徽省三所医学本科高校之一，国家首批具有硕士学位授予权的单位。
- 蚌埠学院，位于蚌埠市的一所安徽省属教学型本科院校。
- 安徽科技学院（龙湖校区），教育部卓越计划项目高校，高水平应用型大学建设单位，为省属（硕士学位授予单位）本科院校。
- 蚌埠工商学院，本科层次全日制民办大学。
- 安徽电子信息职业技术学院，是一所普通高职院校，是安徽省唯一被教育部批准国家示范性软件职业技术学院。
- 蚌埠经济技术职业学院

### 军事院校
- 中国人民解放军陆军兵种大学
- 中国人民解放军空军航空大学 - 是一所初级飞行指挥院校，担负培养具有歼击机飞行驾驶技术、初步具备航空兵部队指挥、管理能力的初级指挥干部的任务。还担负培养飞行原理教学工作的专业技术干部的任务。
- 中国人民解放军联勤保障部队工程大学汽车士官学校
- 中国人民解放军海军士官学校 - 是全军创办最早的一所士官院校，是一所以培养海军水面舰艇和作战保障勤务专业士官具备军事高等职业教育能力的综合性学校。